# Neurociencia del libre albedrío

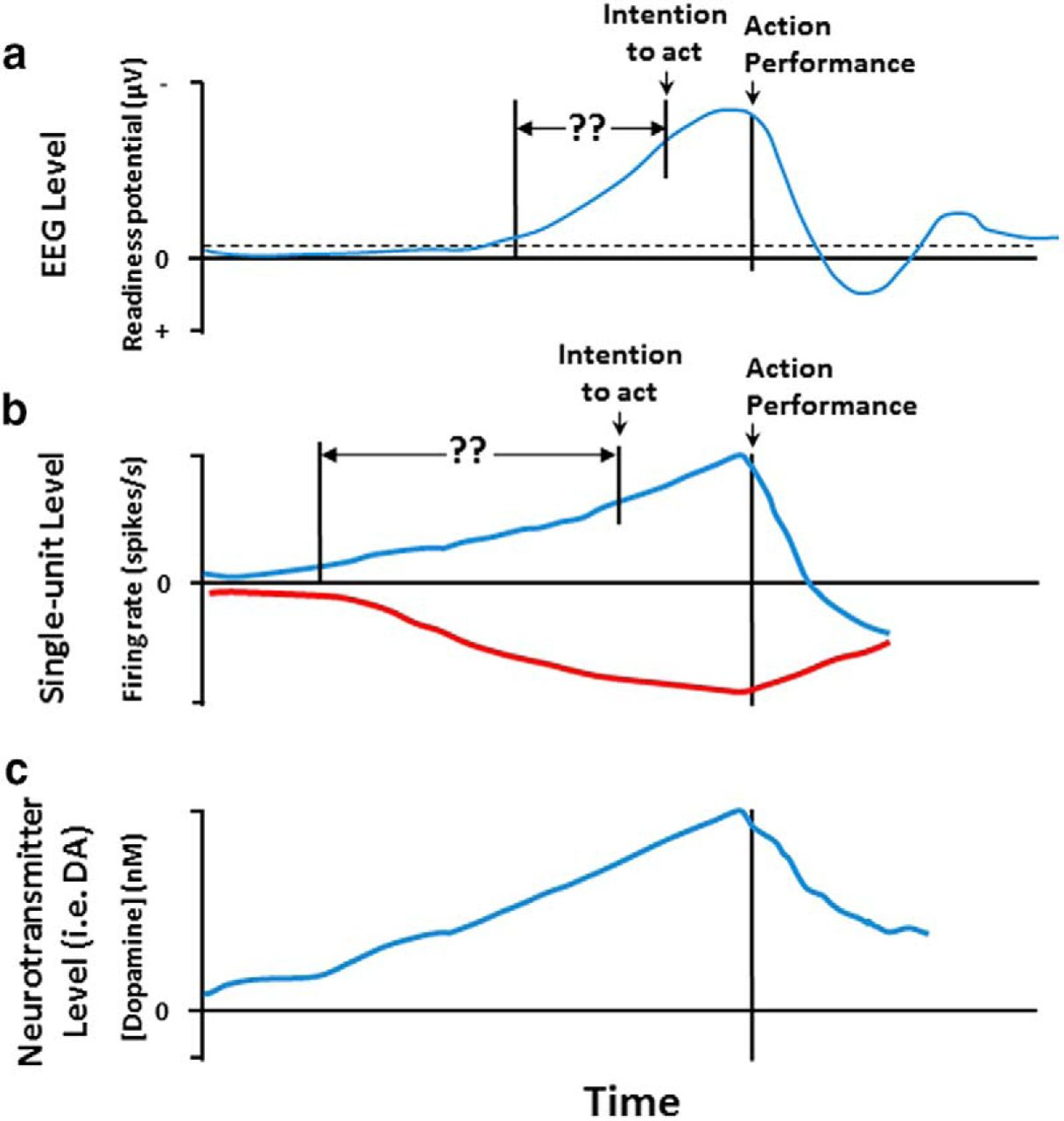
En varios niveles diferentes, desde neurotransmisores mediante activación de neuronas hasta la actividad general, el cerebro aparenta un crecimiento de actividad que precede al movimiento. Esta imagen muestra el Potencial de Preparación (RP, por las siglas de Readiness Potential), una actividad creciente medida en un Electroencefalograma (EEG). El inicio del RP se presenta antes del inicio de una intención consciente, o urgencia de actuar. Algunos han argumentado que esto indica que el cerebro inconscientemente se compromete a tomar una decisión antes de la percepción consciente. Otros argumentan que esta actividad previa se debe a fluctuaciones aleatorias en la actividad cerebral, que arbitrariamente influyen en movimientos sin propósito.

La neurociencia del libre albedrío, aparte de la neurofilosofía, es el estudio de las interconexiones entre el libre albedrío y la neurociencia.
Con el avance tecnológico, se ha vuelto posible estudiar el cerebro vivo del humano, los investigadores han comenzado a observar el proceso de toma de decisiones en el trabajo. Los hallazgos traen consigo implicaciones en nuestro sentido de autonomía, responsabilidad moral y nuestra comprensión de la conciencia en general. Uno de los estudios pioneros en esta área fue diseñado por Benjamin Libet, mientras que otros estudios han intentado predecir las acciones de los sujetos experimentales antes de que ellos las hagan.

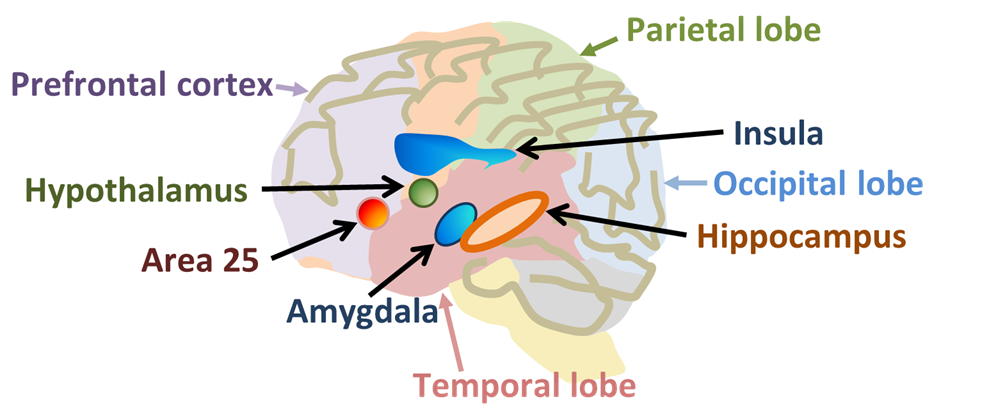
Algunas áreas del cerebro humano implicadas en desórdenes mentales que podrían estar relacionados con el libre albedrío. El área 25 se refiere al área de Brodmann, relacionada con la depresión a largo término.

Este campo es altamente controvertido. No hay un acuerdo entre los investigadores sobre la importancia de sus hallazgos, su significado o qué conclusión puede ser deducida. El rol preciso de la conciencia en la toma de decisiones queda incierta debido a esto.
Pensadores como Daniel Dennett o Alfred Mele tienen cierta preocupación por el lenguaje usado por los investigadores. Ellos explican que “libre albedrío” significa cosas diferentes para diferentes personas (por ejemplo, algunas percepciones del libre albedrío son dualistas, otras no). Dennett recalca que muchas concepciones importantes y comunes del libre albedrío son compatibles con la evidencia emergente de la neurociencia.

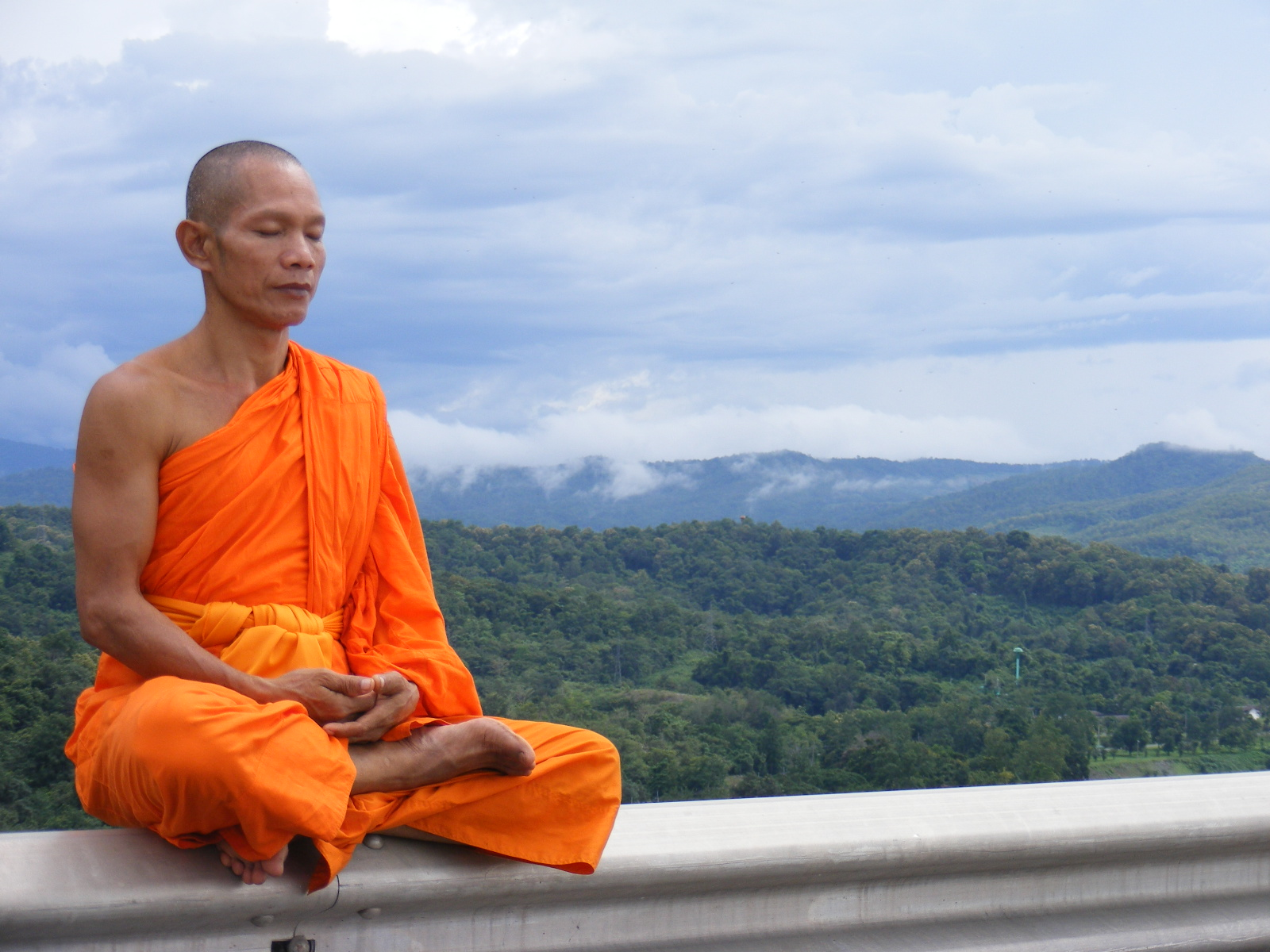
Un monje meditando. La autonomía humana, habilidad de afectar el mundo que rodea a uno puede ser o no ser resultado de la elección consciente, sino un resultado del entrenamiento inconsciente de hábitos.

## Descripción
Un hallazgo significativo de los estudios modernos, es que el cerebro de una persona parece tomar ciertas decisiones incluso antes de que la persona se vuelva consciente de que las ha tomado.
Los investigadores han encontrado retrasos de alrededor de medio segundo (discutido en la siguiente sección). Con la tecnología de escaneo cerebral contemporánea, científicos en el 2008 fueron capaces de predecir, con una precisión de 60 %, si los sujetos presionarían un botón con su mano derecha o izquierda hasta 10 segundos antes de que el sujeto se volviera consciente de haber tomado esa decisión. Esto junto con otros hallazgos han llevado a los científicos, como Patrick Haggad, a rechazar algunas formas de libre albedrío. Aclarando, ningún estudio declina todas las formas de libre albedrío. Esto se debe a que el término “libre albedrío” puede referirse a diferentes hipótesis, las cuales deben ser consideradas una por una en caso de que exista evidencia empírica.
Un modelo antiguo de la mente, conocido como el modelo de los cinco agregados es útil para mostrar claramente la neurociencia del libre albedrío. Este modelo describe que todas nuestras experiencias incluyen manifestaciones momento a momento en forma de materiales, sentimientos, percepciones, voluntad y consciencia sensorial. Usando este modelo la manifestación de la experiencia de tanto el sujeto a investigar que participa en el experimento como la del investigador, pueden ser analizadas por separado. En el caso del participante, cuando se le dan instrucciones a él o ella que deben llevar a cabo en el experimento (consciencia sensorial mediante estímulos visuales o auditivos), después de que el participante entiende las instrucciones (percepción), la intención de iniciar la actividad (voluntad). En términos del flujo mental del investigador que también se manifiesta de momento a momento, primero está la planificación del experimento, después la realización del experimento (voluntad). Después observa la actividad de la corteza cerebral del participante (estímulo visual sensorial), siguen las conclusiones (percepción) referentes a la actividad cerebral del participante. Investigaciones científicas representan un análisis de nivel sobre una persona ajena y las experiencias subjetivas representan un análisis de nivel personal en el que incluye la mente (cambiando continuamente las impresiones sensoriales y fenómenos mentales) que se manifiesta momento a momento. Se han presentado problemas debido a los estudios sobre el libre albedrío. Particularmente en los primeros experimentos, la investigación dependía demasiado de la introspección de los participantes, pero los estimados no eran precisos. Muchas de las mediciones de la actividad cerebral son insuficientes y primitivas y no hay ninguna medida, independiente de las funciones del cerebro, de la generación consciente de intenciones, elecciones o decisiones. Las conclusiones que se han obtenido también son refutables, ya que no expresan, por ejemplo, la repentina inmersión en las lecturas que se representan. En otras palabras, la inmersión no tiene relación alguna con las decisiones inconscientes, ya que otros procesos mentales ocurren mientras se lleva a cabo la tarea. Algunas de las investigaciones que serán mencionadas han sido más avanzadas, incluso registran neuronas individuales en voluntarios conscientes.
El investigador Irzhak Fried dice que los estudios sugieren que el estado consciente se adquiere después de la etapa en la que se toma la decisión de lo esperado, retando cualquier versión de libre albedrío en el que la intención ocurre al inicio del proceso de la toma de decisión.

### El libre albedrío como ilusión

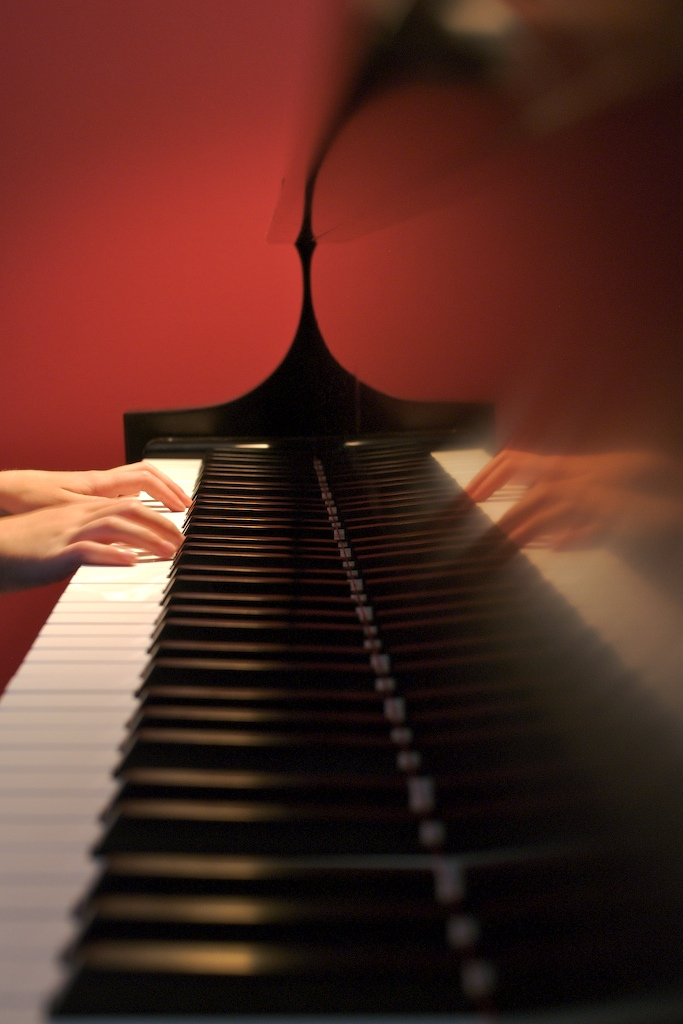
Una actividad como tocar el piano puede ser intencional, pero generalmente requiere la práctica de muchas acciones. Estudios sugieren que el presionar cada tecla podría ser iniciado inconscientemente.

Es muy probable que sea un gran rango el de las operaciones cognitivas necesarias para presionar un botón. Las investigaciones sugieren que nuestro "yo" consciente no inicia la acción. En vez de esto, el "yo" consciente de alguna manera es alertado de cierto comportamiento que el resto del cerebro y el cuerpo ya están planeando y realizando. Estos hallazgos no previenen que la experiencia consciente participe en un rol moderador, aunque es posible que alguna parte del proceso inconsciente sea lo que causa la modificación en la respuesta de conducta. Puede darse que el proceso inconsciente juegue un rol de mayor importancia de lo que se había pensado.
En ese caso, puede ser posible que nuestra intuición sobre el rol de nuestras intenciones conscientes, nos haya llevado por el camino incorrecto; puede que se haya confundido "correlación" con "causalidad" al creer que la percepción consciente causa necesariamente el movimiento corporal. Esta posibilidad ha sido reforzada por los hallazgos en neuroestimulación, daño cerebral, pero también por la investigación sobre las ilusiones introspectivas. Dichas ilusiones muestran que los humanos no tienen acceso completo a varios procesos internos. El descubrimiento de que los humanos poseen una determinada voluntad tendría implicaciones sobre responsabilidad moral. El neurocientífico y autor Sam Harris, cree que estamos equivocados al creer intuitivamente que la intención inicia la acción. De hecho, Harris critica la idea de que el libre albedrío sea intuitivo: dice que la introspección cautelosa expresa cierta duda acerca del libre albedrío. Argumenta que: “Los pensamientos simplemente surgen en el cerebro. ¿Qué otra cosa podrían hacer? La verdad sobre nosotros es aún más extraña de lo que podemos suponer: La ilusión de libre albedrío es en si, una ilusión”. Sin embargo, el filósofo Walter Jackson Freeman III habla incluso sobre el poder de los sistemas inconscientes y acciones para cambiar el mundo de acuerdo a nuestras intenciones. Él escribe: “nuestras acciones intencionales fluyen continuamente al mundo, cambiando el mundo y las relaciones de nuestros cuerpos con él. Este sistema dinámico en el yo en cada uno de nosotros es el agente a cargo, no nuestra percepción consciente, y que constantemente está intentando ir a la par con lo que hacemos”. Para Freeman, el poder de la intención y de las acciones pueden ser independientes de la consciencia.

### Debate sobre importancia de la investigación científica
Algunos pensadores, como la filósofa y neurocientífica Adina Roskies piensan que estos estudios solamente pueden probar, como sería esperado, que antes de tomar una decisión hay varios factores físicos actuando en el cerebro. Por el contrario, Haggard cree que “Sentimos que elegimos, pero no lo hacemos”. El investigador John Dylan Haynes agrega: “¿Cómo puedo llamar una voluntad 'mía' si ni siquiera sé cuando ocurrió y qué ha decidido?”. Los filósofos Walter Glannon y Alfred Mele piensan que algunos científicos entienden la parte científica, pero malinterpretando a los filósofos modernos. Esto se debe principalmente a que “libre albedrío” puede significar muchas cosas: No es claro a qué se puede referir una persona cuando dice “No existe el libre albedrío”. Mele y Glannon dicen que los resultados de investigaciones son mayormente evidencia contra cualquier noción dualista del libre albedrío, pero esto es “algo fácil de refutar por los neurocientíficos”. Mele dice que la mayoría de los debates sobre el libre albedrío se dan ahora en términos materialistas. En estos casos “libre albedrío” tiene un significado más cercano a “no obligado a” o que “la persona puede actuar de manera diferente al último momento”. La existencia de estos tipos de libre albedrío es refutable. Mele concuerda en que la ciencia continúa revelando detalles críticos sobre lo que sucede en el cerebro durante la toma de decisiones.
Este problema puede ser controvertido por una buena razón: Hay evidencia que sugiere que las personas normalmente asocian una creencia en el libre albedrío, con la capacidad de afectar sus vidas. El filósofo y autor de Elbow Room, Daniel Dennett, también simpatizante del libre albedrío determinista, cree que los científicos se arriesgan a cometer un error. Argumentó que existen tipos diferentes de voluntad que son incompatibles con la ciencia moderna, pero dice que esos tipos de libre albedrío no son deseables. Otros tipos de libre albedrío son fundamentales para el sentido de responsabilidad de las personas y su propósito, y muchos de estos tipos son realmente compatibles con la ciencia moderna.
| “(Algunos aspectos del libre albedrío) son compatibles con lo que estamos aprendiendo por la ciencia… Si tan solo eso fuera lo que los científicos le estuviesen diciendo a la gente. Pero los científicos, especialmente en los últimos años, han hecho alboroto -escribiendo mal los pronunciamientos públicos sobre el libre albedrío, lo cual… está al borde de la irresponsabilidad social”.—Daniel Dennett discutiendo ciencia y libre albedrío |

Los otros estudios descritos abajo, apenas han comenzado a clarificar el rol que tiene la consciencia en las acciones, y aún es prematuro sacar conclusiones firmes acerca de algunos tipos de “libre albedrío”. Vale la pena notar que dichos experimentos -hasta ahora- solo han tratado sobre el libre albedrío en la toma de decisiones en cortos periodos de tiempo (segundos), y podrían no tener soporte directo con el libre albedrío en la toma de decisiones (“meditadamente”) por el sujeto en el curso de varios segundos, minutos, horas o más. Los científicos solo han estudiado comportamientos sumamente simples (i.e. mover un dedo). Afina Roskies remarca cinco áreas de investigación de la neurociencia: 1) iniciación de la acción, 2) intención, 3) decisión, 4) inhibición y control, 5) la fenomenología del agente; Roskies concluyó que para cada una de estas áreas, la ciencia puede estar desarrollando nuestro entendimiento de la voluntad o “albedrío”, pero no ofrece nada relacionado con la parte “libre” de la discusión del “libre albedrío”.
También está presente la pregunta sobre la influencia de dichas interpretaciones en el comportamiento de las personas. En el 2008, los psicólogos Kathleen Vohs y Jonathan Schooler publicaron un estudio sobre cómo las personas se comportan cuando se les incita a pensar que el determinismo es real. Le pidieron a sus sujetos que leyeran uno de dos fragmentos: uno que sugería que el comportamiento se reduce a factores genéticos o ambientales fuera de nuestro control personal; el otro era neutral sobre las influencias de nuestro comportamiento. Luego, los participantes resolvieron algunos problemas matemáticos en una computadora, pero justo antes de que comenzaran se les informó que debido a una falla de la computadora, a veces se desplegaba la respuesta por accidente; que si esto ocurría, cerraran la ventana y no la miraran. Aquellos que leían este mensaje eran más propensos a hacer trampa. Vohs y Schooler sugirieron que: “Tal vez, el negar el libre albedrío simplemente provee de una excusa definitiva para comportarse como se quiera”. Sin embargo, aunque estudios iniciales sugirieren que la creencia en el libre albedrío está asociada con un comportamiento moralmente más loable, algunos estudios más recientes han reportado resultados contradictorios.

## Experimentos significativos

### El experimento de Libet
Benjamin Libet condujo uno de los experimentos pioneros en este campo en 1983 cuando pidió a los sujetos que movieran su muñeca en el momento que quisieran, mientras que él medía la actividad cerebral asociada, particularmente la señal eléctrica acumulada llamada Potencial de Preparación (RP, por las siglas del inglés "Readiness Potential"), Potencial de Bereitschaft (BP, del alemán "Bereitschaftspotential"), o también Potencial Pre-Motor (PMP por "Pre-Motor Potential"), descubierta por Kornhuber & Deecke in 1965. Aunque había conocimiento previo que indicaba que dicho potencial precedía a la acción física, Libet se preguntó cómo este correspondía a la experimentación de la intención de moverse. Para determinar cuando los sujetos experimentaban esta intención, les pidió que también observaran la manecilla de un reloj y reportaran su posición en cuanto hubieran percibido la intención consciente de mover la muñeca.
Libet concluyó que la actividad cerebral inconsciente que guía la decisión consciente del sujeto de mover su muñeca comenzaba aproximadamente medio segundo antes de que el sujeto percibiera haber decidido conscientemente hacer el movimiento. Los hallazgos sugieren que las decisiones hechas por el sujeto primero son tomadas a nivel inconsciente y solo hasta después de ser traducidas a una "decisión consciente”, y que la creencia del sujeto de que esto sucedió a disposición de su voluntad fue solo debido a su perspectiva retrospectiva del evento.
La interpretación de estos hallazgos fue criticada por Daniel Dennett, que argumenta que las personas tendrán que trasladar su atención de la intención hacia el reloj, y que esto ocasiona un desajuste entre la experiencia percibida de voluntad y la hora percibida del reloj. Consistente con este argumento, estudios posteriores han mostrado que el valor numérico exacto varía dependiendo de la atención puesta. A pesar de las diferencias en el valor numérico exacto, el mayor hallazgo se mantuvo en pie. El filósofo Alfred Mele critica su diseño por otras razones. Habiendo intentado el experimento él mismo, Mele explica que “el tener consciencia de la intención de mover” es un sentimiento ambiguo en el mejor de los casos. Por esta razón se mantiene escéptico de interpretar los tiempos reportados en comparación con el Potencial de Preparación.

Experimento de Libet: (0) reposo, hasta que el Potencial de Bereitschaft o de Preparación es detectado (1), (2- W de Libet) el voluntario memoriza la posición de unos puntos después de sentir su intención, y(3) actúa.

#### Críticas

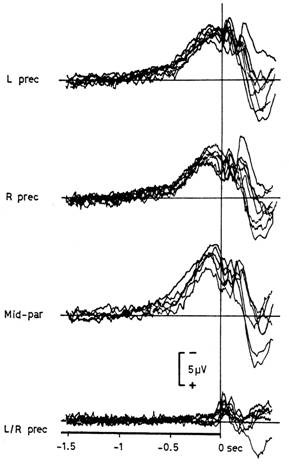
Registro típico del Potencial de Preparación o de Preparación, descubierto por Kornhuber y Deecke en 1965. Benjamin Libet investigó si la actividad neuronal correspondía a la intención experimentada o voluntad, de moverse de los sujetos experimentales.

En una variación a esta tarea, Haggard y Eimer pidieron a los sujetos que decidieran no solo cuando mover su muñeca, sino también qué mano mover. En este caso, la intención experimentada tenía una correlación mucho más cercana con el “Potencial de Preparación Lateralizado” (LRP), un componente del "Potencial Relacionado al Evento” (ERP) que mide la diferencia entre la actividad cerebral del hemisferio derecho y el izquierdo. Haggad y Eimer argumentan que la sensación consciente de voluntad debe, por lo tanto, seguir a la decisión de qué mano mover, ya que el LRP refleja la decisión de mover una mano en particular.
Una prueba más directa de la relación entre el Potencial de Preparación (RP) y la consciencia de la intención de qué mano mover, fue conducida por Banks e Isham (2009). En su estudio los participantes presentaron una variante del paradigma de Libet, en el cual un tono retrasado indicaba que se debía presionar un botón. Consecuentemente, los participantes reportaban el tiempo en el cual decidían actuar (la “W” de Libet). Si W estuviese sincronizado con RP, W se mantendría sin ser influenciada por cualquier información posterior a la acción. Sin embargo, los hallazgos de este estudio muestran que en realidad W varía sistemáticamente con el tiempo en el que se presenta el tono; lo que implica que W es, al menos parcialmente, reconstruida retrospectivamente en vez de ser predeterminada por el Potencial de Preparación.
Un estudio conducido por Jeff Miller y Judy Trevena (2009) sugiere que la señal del Potencial de Preparación (RP) en los experimentos de Libet, no representa la decisión de mover, y que simplemente es una señal de que el cerebro está poniendo atención. En este experimento se modificó la clásica metodología de Libet al reproducir un sonido que indicaba a los voluntarios a decidir si presionaban una tecla o no. Los investigadores encontraron que la misma señal RP se presentaba en ambos casos, sin importar si los voluntarios decidían presionarla o no, lo cual sugiere que RP no indica que una decisión se haya tomado.
En un segundo experimento, investigadores pidieron a voluntarios decidir al mismo momento si usaban la mano derecha o izquierda para presionar la tecla, mientras se registraba las señales cerebrales. Encontraron que no hay una correlación entre las señales y la mano elegida. Esta crítica ha sido a su vez criticada por el investigador del libre albedrío Patrick Haggard, quien menciona literatura que distingue dos circuitos diferentes en el cerebro que llevan a una acción: un circuito "estímulo-respuesta" y un circuito "voluntario". De acuerdo con Haggard, los investigadores que aplicaban estímulos externos pueden no estar probando el circuito voluntario propuesto, ni la hipótesis de Libet sobre acciones iniciadas internamente.
La interpretación de Libet sobre el aumento de la actividad cerebral previa al reporte de la voluntad consciente continúa atrayendo una fuerte crítica. Estudios han cuestionado la habilidad de los participantes de reportar el tiempo de sus voluntades. Autores han encontrado que la actividad del preSMA es modulada por la atención (la atención precede a la señal de movimiento por 100 ms), y por lo tanto, la actividad previa reportada podría producto de poner atención al movimiento. También encontraron que el inicio percibido de intención depende de la actividad neuronal que toma lugar después de la ejecución de la acción. La Estimulación Magnética Transcraneal (TMS) aplicada sobre el preSMA después de que los participantes realizaran una acción, desplazó la percepción del inicio de la intención motora hacia atrás en el tiempo, y al instante percibido de la ejecución de la acción hacia adelante en el tiempo.
Otros han especulado que la actividad neuronal previa reportada por Libet, puede ser un artefacto o distorsión al promediar el tiempo de voluntad, en el cual la actividad neuronal no siempre precede a la voluntad reportada. En una replicación similar también se reportó ni haber diferencia entre las señales electrofisiológicas antes de la decisión de no mover y antes la decisión de mover.
A pesar de sus hallazgos, el mismo Libet no interpretó su experimento como evidencia de la ineficacia del libre albedrío consciente -él señala que aunque la tendencia a presionar un botón puede estar creciendo por 500 ms, la voluntad consciente retiene el derecho de impedir cualquier actividad a último momento. De acuerdo a este modelo, los impulsos inconscientes para realizar un acto voluntario quedan libres a ser suprimidos por los esfuerzos conscientes del sujeto (algunas veces referidos como "libre-nos" por "Free Won't", a diferencia de "free will" o libre albedrío). Se hace una comparación con un golfista, quien puede balancear varias veces su palo de golf antes de pegarle a la bola. La acción simplemente es aprobada en el último milisegundo. Max Velmans argumenta que los "libre-nos" pueden necesitar la misma preparación neuronal como el "libre albedrío".
Algunos estudios han replicado los hallazgos de Libet al dirigirse también a algunas de las críticas originales. Un estudio reciente encontró que neuronas individuales se activan 2 segundos antes del acto libre reportado (mucho antes de que la actividad EEG predijese tal respuesta). Itzhak Fried replicó los hallazgos de Libet en 2011 a la escala de una simple neurona. Esto fue logrado con la ayuda de pacientes epilépticos voluntarios, quienes de todos modos necesitaban implantes profundos de electrodos en el cerebro para evaluación y tratamiento de todos modos. Disponiendo ahora de la capacidad de monitorear pacientes despiertos y en movimiento, los investigadores replicaron las anomalías de tiempo descubiertas por Libet y fue discutido en el siguiente artículo. De manera similar a estas pruebas, Chun Siong Soon, Anna Hanxi He, Stefan Bode y John-Dylan Haynes condujeron un estudio en 2013 alegando la capacidad de predecir la elección de sumar o restar antes de que el sujeto lo reportara.
William R. Klemm señaló la inconclusividad de estas pruebas debido a limitaciones de diseño y a la interpretación de los datos, y propuso experimentos menos ambiguos, a la par de afirmar una postura sobre la existencia del libre albedrío como Roy F. Baumeister o neurocientíficos Católicos tales como Tadeusz Pacholczyk, Adrian G. Guggisberg y Annaïs Mottaz también han desafiado los hallazgos de Itzhak Fried.
Un estudio por Aaron Schurger y sus colegas publicado en PNAS, desafió suposiciones sobre la naturaleza causal del Potencial de Preparación (y el crecimiento de la actividad neuronal previa al movimiento, en general), negando así las conclusiones extraídas de los estudios como el de Libet y Fried. Para ver los comentarios sobre este estudio, referirse a The Information Philosopher y New Scientist.

### Acciones inconscientes

#### Tiempo de intención comparado con la acción
Un estudio hecho por Masao Matsuhashi y Mark Hallett, publicado en 2008, afirma haber replicado los hallazgos de Libet sin depender del reporte o memorización del tiempo de los sujetos. Los autores creen que su método puede identificar el tiempo (T) en el cual el sujeto se vuelve consciente de su propio movimiento. Matsuhashi y Hallet argumentan que el tiempo no solo varía, sino ocurre frecuentemente en las etapas tempranas de ´formación del movimiento (medido por el Potencial de Preparación). Concluyen que la consciencia de una persona no puede ser causada por el movimiento y puede más bien, notar el movimiento.

##### El experimento

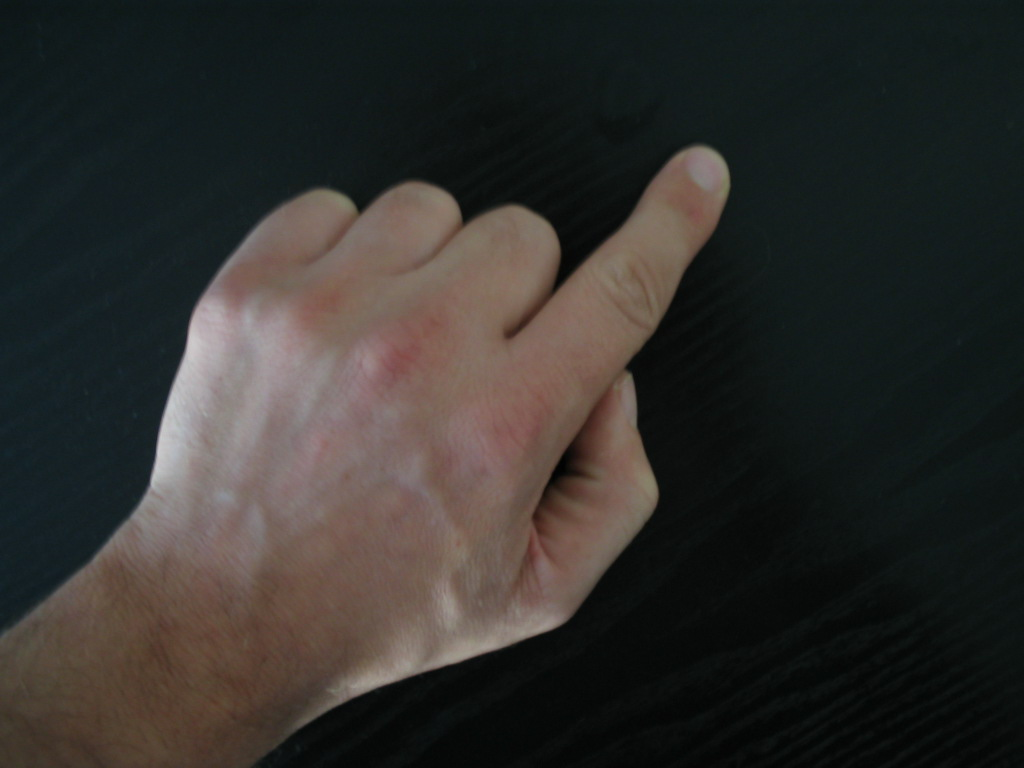
Es difícil identificar exactamente cuándo una persona adquiere consciencia de su acción. Algunos hallazgos indican que esto ocurre después de que acciones ocurran en el cerebro.

El estudio de Matsuhashi y Hallett puede ser resumido en lo siguiente. Los investigadores formaron la hipótesis que si nuestras intenciones conscientes son los que causan la formación del movimiento (el inicio de la acción), después naturalmente, nuestras intenciones conscientes siempre deberían ocurrir antes de que cualquier movimiento comience. De otra manera, si en algún momento nos volvemos consciente solo después de que ha comenzado, nuestra consciencia no podría haber sido la causa del movimiento en particular. De manera resumida, las intenciones conscientes preceden la acción si son la causa.
Para poner a prueba la hipótesis, los voluntarios de Matsuhashi y Hallet realizaron un rápido movimiento de dedo en intervalos al azar, sin contar o planear cuando hacer movimiento, más bien haciendo inmediatamente de pensar el movimiento. Un señal de detenimiento externa era reproducida en intervalos al azar y los voluntarios debían cancelar su intención de movimiento si escuchaban la señal mientras eran conscientes de su propia intención inmediata de mover. Cuando había una acción (movimiento de dedo), los autores documentaban y graficaban cualquier señal que ocurriera antes de la acción. La gráfica de señales antes de la acción, mostraba a) antes de que el sujeto sea consciente de la formación del movimiento (o ellos habrían detenido o inhibido el movimiento) y b) antes de que sea muy tarde de inhibir la acción. Esta segunda gráfica no es de gran importancia.
En este trabajo, la formación o creación del movimiento es definido como el proceso cerebral de hacer el movimiento, del cual se han hecho observaciones fisiológicas (mediante electrodos) indicando que pueda ocurrir antes de ser consciente del intento de movimiento.
Al mirar cuando las señales comenzaban a prevenir acciones, los investigadores supuestamente sabían la diferencia del tiempo (en segundos) que existe entre cuando el sujeto tiene una intención consciente de mover y cuando realiza la acción de movimiento. Este momento de percepción (como se observa en la gráfica siguiente) es llamada T (el tiempo consciente de la intención de mover). Puede ser encontrado al observar entre las señales y los momentos en los que no hay dichas. Esto permite a los investigadores estimar el tiempo de intención consciente de mover sin depender en el conocimiento del sujeto o pidiendo que se concentraran en el reloj. El último paso del experimento es comparar el tiempo T por cada sujeto con sus mediciones de ERP o Potencial Relacionado al Evento, los cuales muestras cuando el movimiento de dedo comienza.
Los investigadores encontraron que el tiempo de movimiento intencional consciente T normalmente ocurre demasiado tarde para ser la causa de la formación del movimiento. Vea el ejemplo de la gráfica de un sujeto a la derecha. Aunque no es mostrado en la gráfica, el ERP nos indica que su acción comienza −2.8 segundos y aun así esto es substancialmente antes que su tiempo de mover intencional y conscientemente, T −1.8 segundos. Matsuhashi y Hallet concluyeron que el sentimiento de intención de movimiento consciente no causa la formación del movimiento, tanto el sentimiento de intención y el movimiento mismo son el resultado del procesamiento inconsciente.

##### Análisis e interpretación

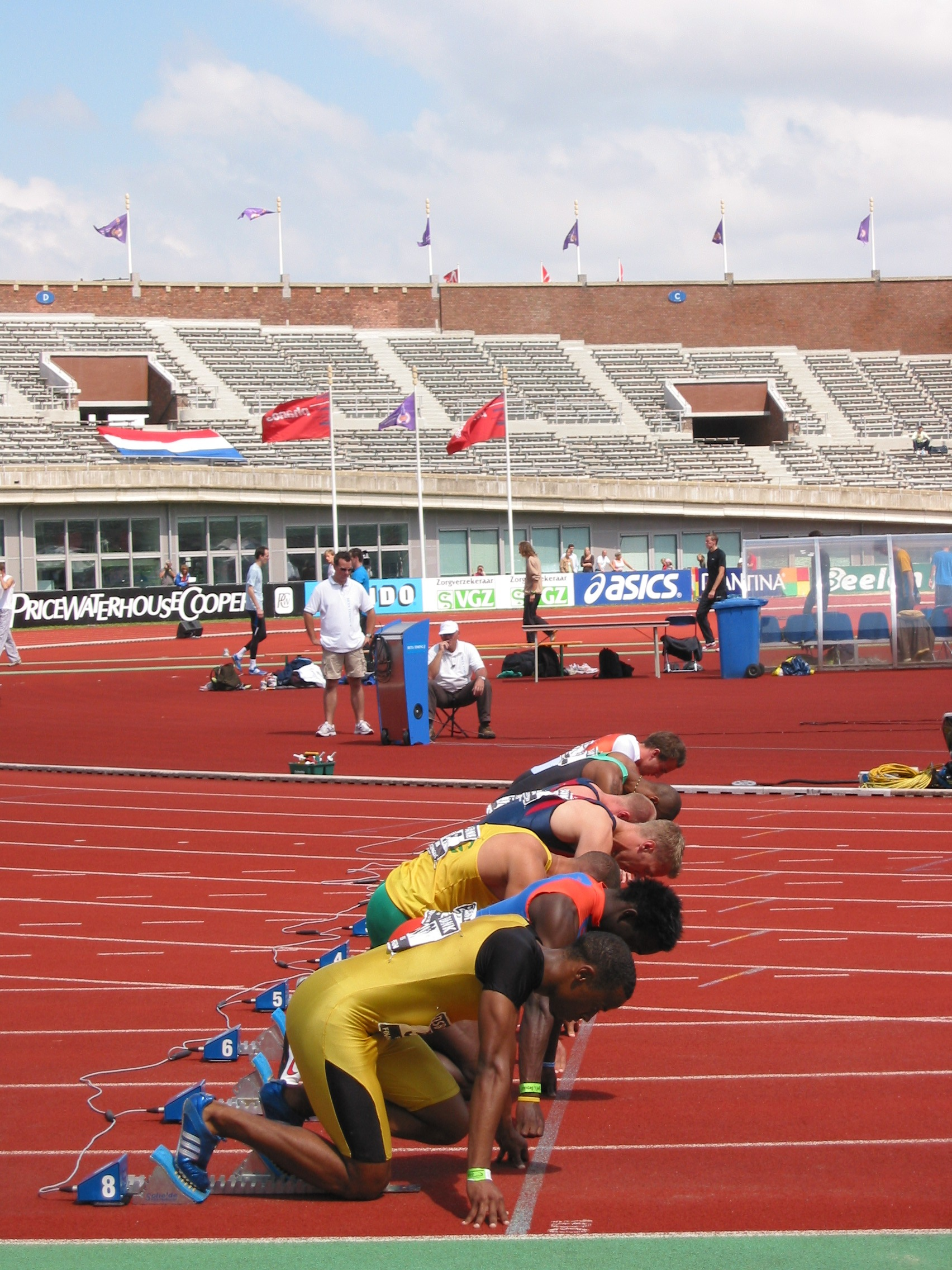
Una simple señal sonora es usada, pero es para avisar a los participantes que deben evitar cualquier acción de la que estén conscientes.

Este estudio es similar al de Libet en algunos sentidos: se le pidió a los voluntarios que extendieran los dedos en intervalos propios y cortos. En esta versión del experimento, investigadores introdujeron al azar tonos para que se detuvieran. Si los participantes no eran conscientes de la intención de moverse, simplemente ignoraban el tono. Por el otro lado, si eran conscientes de su intención de moverse al sonar el tono, ellos tenían que intentar detener la acción, luego relajar por un rato antes de continuar realizando estos movimientos. Este diseño de experimento permitió a Matsuhashi y Halle observar ya una vez que el sujeto movía su dedo cuando ocurrían las señales. El objetivo era identificar su propio equivalente de la W de Libet, su propia estimación del tiempo consciente de intención de mover, el cual llamaron T.
Al probar la hipótesis de que las intenciones conscientes ocurren después de la formación el movimiento ha comenzado, requiere que los investigadores analicen la distribución de la respuesta a los tonos antes de las acciones. La idea es que después de T, las señales guíen a dejar de moverse y reduzcan la presentación de datos. También habría un punto P del cual no se podría regresar donde un tono sonaba muy cercano a la activación del movimiento en el que ya no se podía cancelar el movimiento. En otras palabras, los investigadores esperaban observar la gráfica siguiente: Muchas respuestas no inhibidas a tonos mientras que los sujetos no son conscientes de la creación del movimiento, seguidos por una disminución en el número de respuestas no inhibidas a tonos durante un cierto periodo de tiempo durante el cual el sujeto es consciente de sus propias intenciones y están deteniendo cualquier movimiento y finalmente un corto aumento de respuestas no suprimidas por tonos cuando los sujetos no tienen tiempo para procesar el tono y evitar la acción, ellos han pasado por el punto P. Esto es exactamente lo que los investigadores encontraron, vea la gráfica siguiente.
La gráfica muestra el tiempo en el cual respuestas no inhibidas por tonos ocurren cuando el voluntario se movió. El mostró muchas respuestas no inhibidas por tonos, llamados eventos tono, en promedio hasta 1.8 segundos antes de la activación del movimiento, pero una disminución significante en eventos tono inmediatamente después de ese tiempo. Supuestamente esto se debe a que el sujeto usualmente se volvía consciente de su intención −1.8 segundos, lo cual es apodado punto T. Ya que la mayoría de las acciones son inhibidas si se presenta el tono T, hay pocos eventos tonos presentados durante este rango. Finalmente, hay un aumento en el número de eventos tono a.1 segundos, significando que el sujeto pasó el punto T. Matsuhashi y Hallet fueron capaces de establecer un promedio del tiempo T (−1.8 segundos) sin un reporte subjetivo. Esto comparado con las mediciones ERP, que habían sido detectadas al inicio, alrededor de −2.8 segundos en promedio por este participante. Ya que T, como la W de Libet, era encontrada frecuentemente después de la formación del movimiento había comenzado, los autores concluyeron que la generación de consciencia ocurría después o simultáneamente a la acción, pero aún más importante, esto es probablemente no la causa del movimiento.

Tonos gráficos que aparecen o no, en el tiempo antes de cualquier acción. En este caso, investigadores creen que el sujeto adquiere consciencia de sus acciones aproximadamente −1.769 segundos (tiempo llamado T). Los registros ERP de un sujeto normal, sugieren presencia de un movimiento de preparación −2.8 segundos.

#### Críticas
Haggard describe otros estudios a nivel neuronal y dice que son «una confirmación tranquilizante de previos estudios que registraron poblaciones neuronales» así como el ya descrito. Nótese que estos resultados fueron recolectados usando movimientos de dedos, lo cual no necesariamente generaliza otras acciones como el pensar o siquiera otras acciones motoras en otras situaciones. El acto humano de planear de hecho tiene implicaciones de libre albedrío por lo que esta habilidad también debe ser explicada por estas teorías de toma de decisión inconsciente. El filósofo Alfred Mele también duda las conclusiones de estos estudios. Explica que simplemente porque el movimiento puedo haber sido iniciado antes de que el yo consciente perciba esto no significa que nuestra consciencia lo apruebe, modifique o cancele la acción.

### Cancelación inconsciente de acciones
La posibilidad de que «no haya libre albedrío» humano es también una prerrogativa de que el subconsciente está siendo explorado.

#### Juicio en retrospección del libre albedrío

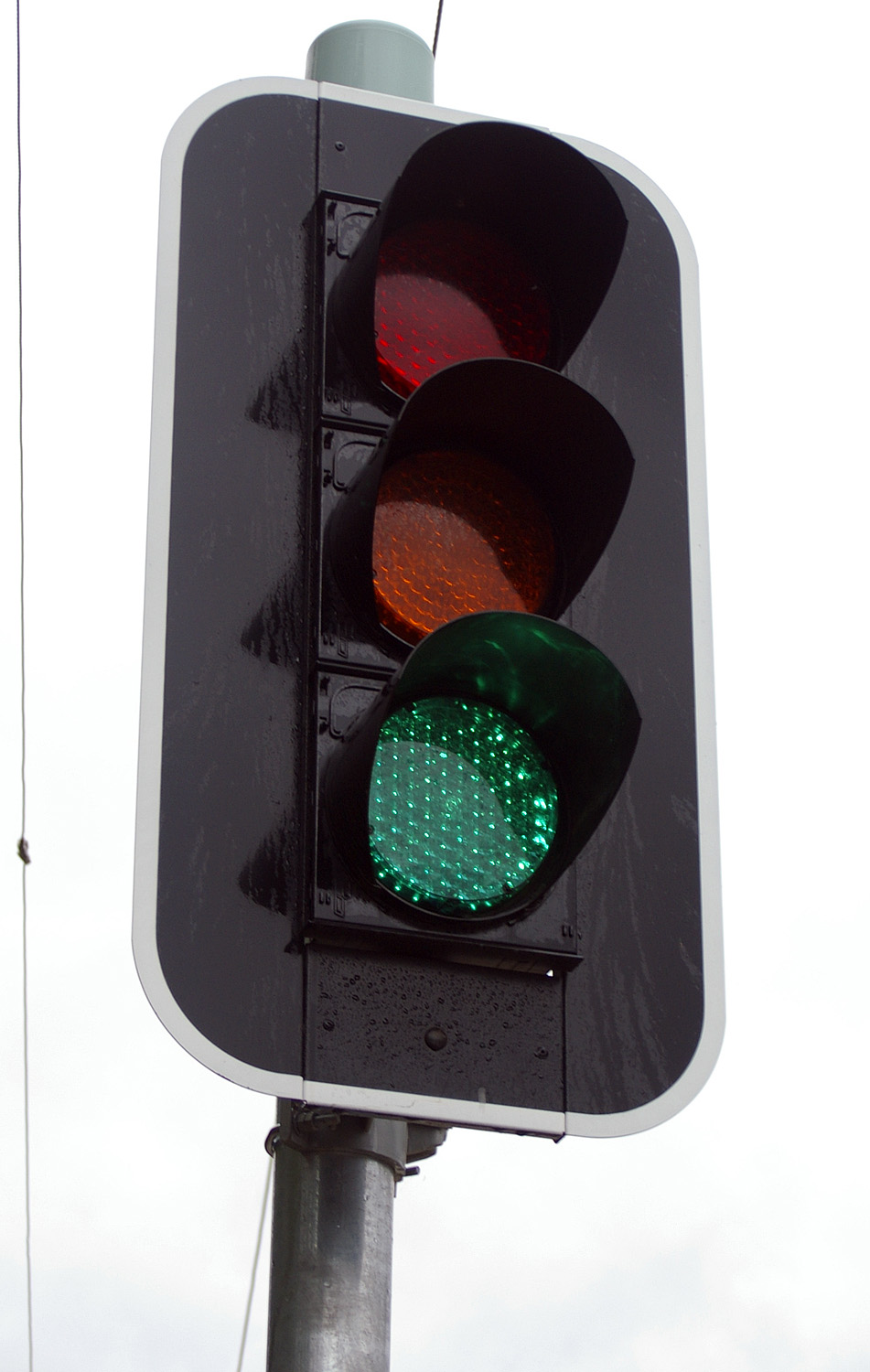
Mientras la luz verde cambia a amarillo, investigaciones sugieren que los humanos no pueden notar la diferencia entre decidir seguir conduciendo y tener tiempo no decidir.

Investigación reciente por Simone Kühn y Marcel Brass sugieren que nuestra consciencia puede no ser la causa de que algunas acciones sean vetadas en el último momento. Primero que nada, su experimento recae en la simple idea de que nosotros debemos saber cuándo cancelas conscientemente una acción (ej. deberíamos tener acceso a esa información). Como segundo aspecto, sugieren que el acceso a esta información significa que los humanos deberían pensar que es fácil decir, justo después de completar una acción, si esta fue impulsiva (sin que haya tiempo de decidir) y cuando hubo tiempo de decidir (el participante decide vetar o no la acción). El estudio encontró la evidencia que los sujetos no podrían decir cuál es la diferencia. Esto deja unos conceptos del libre albedrío vulnerables a la ilusión introspectiva. Los investigadores interpretaron sus resultados para significar que la decisión de «vetar» la acción es determinada inconscientemente, justo cuando la iniciación de la acción puede ser inconsciente en primer lugar.

##### El experimento
El experimento hizo que los voluntarios respondiesen a una señal de avance, presionando un botón electrónico que dice «vamos», tan rápido como sea posible. En este experimento la señal de avance era representada como un estímulo visual mostrado en un monitor (ej. una luz verde que se muestra en una figura). Las reacciones de los participantes (RT) fueron acumuladas en esta etapa, en lo que fue descrito como «los exámenes de respuesta primaria».
Estos exámenes de respuesta primaria fueron modificados, en los que el 25 % de las señales de avance fueron consecuentemente seguidas por una señal adicional - ya sea una señal de «alto» o «decidir». La adición de las señales ocurrió después de la «señal de retraso» (SD), una cantidad de tiempo al azar hasta los 2 segundos después de la señal inicial de avance. También ocurrió de manera similar, cada uno representando el 12.5 % de los casos experimentales. Esta adición de señales fue representada por el estímulo inicial cambiando de color (ej. una luz ya sea roja o naranja). El otro 75 % de las señales de avance no fueron seguidas por la señal adicional - y fue considerado el modo «normal» en el experimento. El labor de los participantes de responder tan rápido como era posible a la señal inicial (es decir, presionar el botón de «avance») se mantuvo.
Tras ver la señal inicial de avance, el participante intentaría inmediatamente presionar el botón de avance. Se le instruyó al participante que cancelara si intención inmediata de presionar el botón de «avance» si veían la señal de alto. Se le instruyó al participante seleccionar al azar entre presionar el botón de «avance» o no presionarlo, si veían la señal de «decidir». Estos exámenes en los que la señal de decidir fue mostrada después de la señal inicial de avance («exámenes de decisión»), por ejemplo, requirieron que los participantes se previnieran de actuar impulsivamente en la señal inicial de inicio y después decidir qué hacer. Debido a los retrasos variantes, algunas veces esto fue imposible (ej. algunos decidieron que las señales simplemente aparecían muy tarde en el proceso de tanto intentar y presionar el botón como para que ellos lo obedecieran).
Los exámenes en los que el sujeto reaccionó a la señal de avance impulsivamente sin ver una señal subsecuente mostró un tiempo de reacción rápido de 600 ms. Los exámenes en los que la señal de decisión fue mostrada y el participante respondió a ella de manera exitosa, no mostró un tiempo de reacción. Los exámenes en los que la señal de decisión fue mostrada, y el participante decidió no presionar el botón de avance, tampoco mostró tiempo de reacción. Los exámenes en los que se mostró una señal de decisión, y el participante no había actuado aún por impulso para presionar el botón, pero (en el que se hizo la teoría de que ellos) tenían la oportunidad de decidir qué hacer, mostró un tiempo de reacción lento de casi 1400 ms.
Se pidió al participante que al final de los «exámenes de decisión» en los que ellos habían presionado el botón de avance si habían actuado por impulso (sin mucho tiempo para registrar la señal de decisión antes de dictar su intención de presionar el botón de avance en respuesta al estímulo inicial de la señal de avance), o si actuó basándose en una decisión consciente hecha después de ver la señal de decisión. Sin embargo, basándose en los datos del tiempo de reacción, aparece que hubo una discrepancia entre cuando el usuario pensó que tenía la oportunidad de decidir (y no había actuado por impulso) - en este caso decidiendo presionar el botón de avance, y cuando pensó que había actuado de manera impulsiva (tras la señal inicial de avance) - donde la señal de decisión había llegado muy tarde para ser obedecida.

##### La razón
Kuhn y Brass querían probar el propio conocimiento de los participantes. El primer paso fue que, después de cada prueba de decisión, a los participantes se les preguntase si de hecho habían tenido tiempo de decidir. Específicamente, se pidió a los voluntarios que apodaran cada prueba como fallar a decidir (la acción había sido el resultado de un acto impulsivo con la señal de inicio) o exitosa (había sido deliberada la acción). Refiérase al diagrama a la derecha para esta prueba de decisión: la fallida a decidir y la exitosa; la siguiente parte del diagrama será explicada después. Nótese también que los investigadores clasificaron las decisiones exitosas de los participantes como decidir sí, decidir no, pero no se preocuparon con las no ya que no representaban información RT (y no son presentadas en el diagrama) Las pruebas exitosas tampoco presentaron información RT.

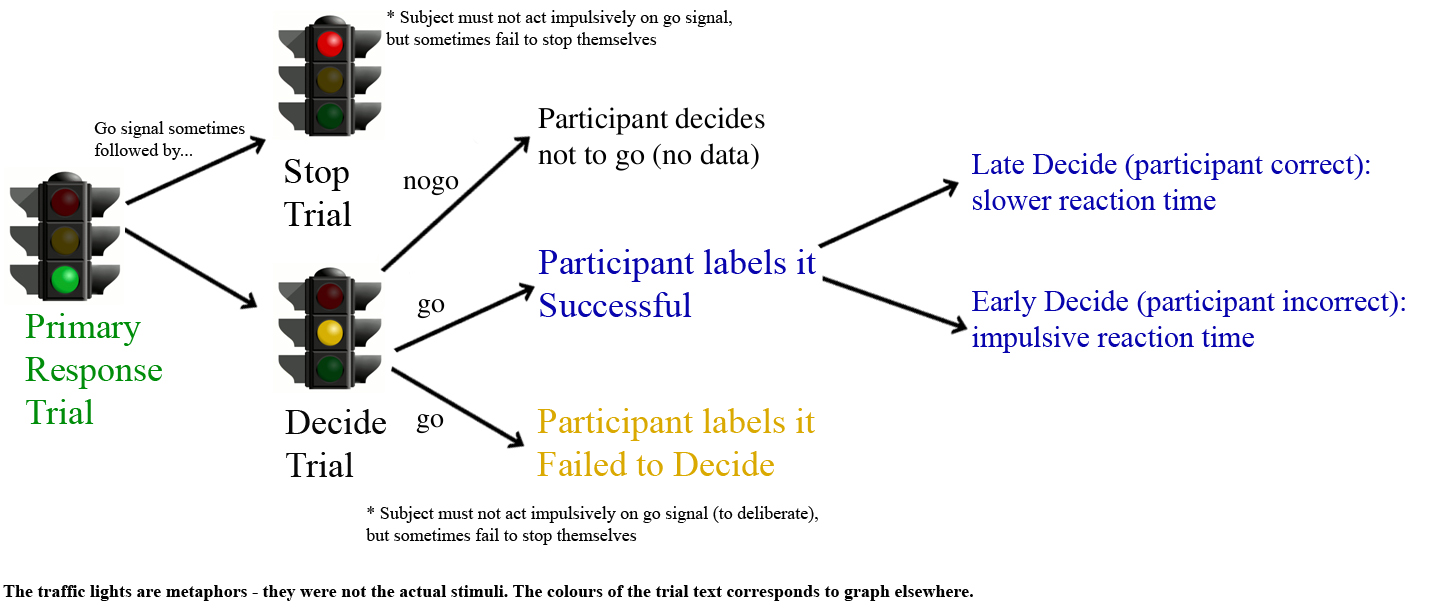
Los diferentes tipos de pruebas y sus posibles resultados.

Kuhn y Brass ahora sabían qué esperar: principalmente respuestas de prueba, cualquier prueba fallida y las falladas a decidir eran todas en las que el sujeto había actuado impulsivamente y no presentaban la misma RT. En contraste las exitosas a decidir mostraban un RT más lento. Supuestamente, el decidir el inhibir la acción es un proceso consciente, los voluntarios no deberían tener problema distinguiendo la impulsividad de la verdadera deliberación del movimiento. Otra vez, esto es importante ya que las pruebas de decisión dependen de la información propia del participante. Nótese que las pruebas de detenimiento no pueden probar el conocimiento propio ya que si el sujeto actúa, es obvio que actuaron impulsivamente.

##### Resultados e implicaciones

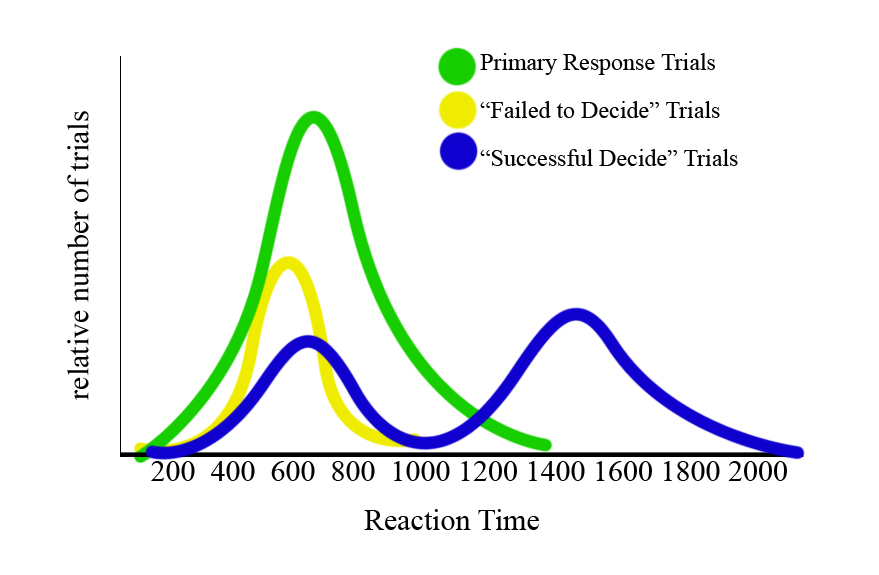
La distribución general de tiempos de reacción para diferentes pruebas. Nota la diferencia de tiempos entre los dos picos por pruebas llamadas «decisión exitosa».

Como se esperaba, los RT registrados por las respuestas primarias, fallidas y fallidas a decidir, presentaron RT similares: 600 ms parecen indicar la realización impulsiva de una acción hecha sin tiempo de deliberación. Lo que los investigadores encontraron no es fácil de explicar: mientras que algunas pruebas exitosas no mostraban un lento RT de deliberación (1400 ms), los participantes también habían señalado varias acciones impulsivas como exitosas. Este resultado es sorprendente ya que los participantes no tenían problema identificando qué acciones eran el resultado de una inhibición consciente y cuales era no-deliberadas, impulsivas a la señal de inicio. Los autores explicaron:

[Los resultados de estos experimentos] van contra las suposiciones de Libet de que un proceso de inhibición puede ser conscientemente iniciado. Usó la inhibición para reintroducir la posibilidad de controlar las acciones inconscientemente iniciadas. Pero ya que los sujetos no eran precisos en observar cuando habían actuado [impulsivamente en vez de deliberadamente], el acto de inhibición no puede ser conscientemente iniciado.

En las pruebas de decisión de los participantes, pareció que no eran de realmente identificar si habían o no tenido tiempo de decidir, al menos basado en las señales internas. Los autores explican que esto es el resultado es difícil de unir a la idea de una inhibición consciente, pero simple de entender si el veto es considerado un proceso inconsciente. Aunque parezca que la intención de moverse pueda no solo iniciarse en el subconsciente, sino que solamente pueda ser inhibido si el subconsciente dice no. La conclusión podría sugerir que el fenómeno de consciencia es más una narración que una arbitración (ejemplo, el procesamiento inconsciente causa todos los pensamientos, estos son procesados nuevamente por el subconsciente).

##### Críticas
Después de los experimentos ya mencionados, los autores concluyeron que los sujetos a veces no podían distinguir entre «producir una acción sin frenarse o frenar una acción antes de resumirla voluntariamente», o en otras palabras, no podían distinguir entre las acciones que son inmediatas e impulsivas contrariamente de las acciones retrasadas por deliberación. Para ser claros, una suposición de los autores es que todas las acciones tempranas (600 ms) eran inconscientes, y todas las acciones tardías eran conscientes. Estas conclusiones y suposiciones aún tenían que debatirse en la literatura científica o incluso replicada (es un estudio muy reciente).
Los resultados del examen en el que los datos de la «decisión exitosa» (con su medición de tiempo respectivamente) fue observada pueden tener posibles implicaciones [clarificación necesaria] para nuestro entendimiento en el rol de la consciencia como el modulador de una acción o respuesta dada - y estas posibles implicaciones no podían ser omitidas o ignoradas sin razones válidas, especialmente cuando los autores del experimento sugirieron que la decisión tardía sí era por deliberación.
Es importante notar que Libet constantemente se refirió al veto de una acción que era iniciada de manera endógena. Esto es, que el veto que ocurre en la ausencia de cosas externas, en lugar de depender en solo cosas internas (si es que las hay). Este veto puede ser un tipo diferente de veto que el explorado por Kühn y Brass usando su señal de decisión.
Daniel Dennett también argumenta que no hay una conclusión clara acerca de la voluntad que puede ser derivada de los experimentos de Benjamin Libet que supuestamente demuestran la inexistencia de la voluntad consciente. De acuerdo con Dennett, las ambigüedades en los tiempos de los diferentes eventos fueron involucradas. Libet expresa cuando el potencial de disposición ocurre objetivamente, usando electrodos, pero depende del sujeto reportando la posición de la mano de un reloj para determinar cuando se hizo la decisión consciente. Como Dennet lo denota, es solamente un reporte de donde le parece al sujeto que varias cosas se unen, no del tiempo objetivo en el que ocurren.

Supuestamente Libet sabe que tu disposición potencial tuvo una cima en el milisegundo 6,810 del examen experimental, y el punto del reloj estaba derecho y hacia abajo (que es lo que reporta el sujeto que vio) en el milisegundo 7,005. ¿Cuántos milisegundos debería de añadir a este número para obtener el tiempo en el que el sujeto fue consciente? La luz llega del reloj facial al ojo casi instantáneamente, pero la ruta de las señales de la retina a través del núcleo lateral geniculado para estriar la corteza toma de 5 a 10 ms - una fracción insignificante de 300 ms fuera del intervalo, pero cuánto tiempo tomó para llegar al sujeto. (¿O está el sujeto localizado en la corteza estriada?). Las señales visuales tienen que ser procesadas antes de que lleguen a donde sea que tienen que llegar para que tú hagas una decisión consciente de simultaneidad. El método de Libet presupone, en corto, que podemos localizar la intersección en dos trayectorias:
- El incremento de consciencia de las señales representando la decisión de parpadear.
- El incremente de consciencia de las señales representando exitosamente las orientaciones reloj-cara.

Para que estos eventos ocurran de manera adyacente como si tomaran lugar en donde su simultaneidad pudiera notarse

### El punto sin posibilidad de vuelta
A inicios del 2016, PNAS publicó un artículo por investigadores en Berlín, Alemania, llamado The point of no return in vetoing self-initiated movements o el punto sin vuelta en inhibir un movimiento iniciado por uno mismo, en el que los autores investigaron si el humano tiene la habilidad de inhibir una acción (en este estudio, el movimiento de un pie), después de la detección del Potencial de Preparación. Este potencial, es una instancia de actividad eléctrica inconsciente en la corteza motora, cuantificada usando el EEG que ocurre momentos antes de la acción realizada por la persona: es considerada una señal de preparación del cerebro. El estudio encontró evidencia de que las acciones pueden ser inhibidas después de ser detectadas por el RP ( después de que puede observarse que el cerebro comenzó a prepararse para la acción). Los investigadores mantienen que esta es evidencia de la existencia e al menos algún grado de libre albedrío en humanos: previamente se argumentó que debido a la naturaleza inconsciente de RP y su uso en predecir el movimiento de una persona, estos son movimientos iniciados por el cerebro sin la ayuda de la voluntad consciente de la persona. El estudio muestra que los sujetos fueron capaces de anular estas señales y evitar hacer el movimiento que estaba siendo anticipado por el RP. Incluso, investigadores identificaron lo que se llamaba como «punto sin regreso»: una vez que el RP era detectado para un movimiento, la persona podría retenerse de realizar el movimiento solo si intentaban cancelarlo 200 milisegundos o más antes de la activación del movimiento. Después de este punto, la persona no era capaz de evitar realizar el movimiento. Previamente Kornhuber y Deecke resaltaron la ausencia de voluntad consciente durante tempranas etapas del potencias Bereistchaft (llamado RP1), no es una prueba de la no existencia del libre albedrío, ya que los agentes inconscientes podrían ser libres y no deterministas. De acuerdo a una sugerencia, uno tiene libertad relativa, es decir, en grados, que pueden ser mayores o menores dependiendo de las elecciones deliberadas que incluyen a los procesos conscientes y no conscientes (panencefálico).

### Predicción neuronal del libre albedrío
A pesar de las críticas, experimentadores aún tratan de recolectar información que pueda apoyar el caso de que la voluntad consciente pueda ser predicha por la actividad cerebral. La actividad cerebral de maquinaria de aprendizaje fMRI (análisis de patrones multivariados) ha sido usada para predecir la elección del usuario de presionar un botón (derecho o izquierdo) hasta 7 segundos antes de que ellos reporten haberlo hecho. Regiones cerebrales exitosamente entrenadas para predecir, incluyen la corteza frontopolar (anterior a la corteza medial prefrontal) y precuño/cortex cingulado posterior (corteza parietal medial). Para asegurar el exacto reporte del tiempo de voluntad consciente de actuar, mostraron a los participantes una serie de cuadros con letras (500 ms de diferencia), y al presionar el botón, se les pedía que indicaran qué letra habían visto al momento de decidir. Este estudio reportó un aumento a 60 % de precisión, lo cual puede ser limitado por el diseño del experimento, el tiempo pasado en fMRI y la precisión de los instrumentos.
Otra versión del análisis de patrones multivariados fMRI fue conducido usando un problema de decisión abstracta, intentando descartar la posibilidad de que las capacidades de predicción fueran producto de la captura de una urgencia motora acumulada.
Cada cuadro contenía una letra central como al inicio, pero también un número y la rodeaban 4 respuestas numéricas posibles. Los participantes primero debían elegir en su mente si querían realizar una operación de suma o resta (y observar la letra central de la pantalla al momento de decidir). Los participantes después debían realizar una operación matemática basada en los números centrales mostrados en los dos cuatros. En los siguientes cuadros debían elegir un número respuesta, correspondiente al resultado de la operación. Después fue presentado un cuadro que les indicaba la letra central que había aparecido en la pantalla al momento en el que decidieron. Esta versión del experimento descubrió una predicción cerebral con una capacidad de hasta 5 segundos antes del acto consciente.
Los análisis de patrones multivariables usando EEG, sugirieron que una evidencia basada en un modelo de decisión perceptiva, podría ser aplicable a las decisiones de libre albedrío. Se encontró que las decisiones podrían ser predichas por la actividad neural inmediatamente después de la percepción de un estímulo. Aparte de esto, cuando los participantes no eran capaces de determinar la naturaleza del estímulo, la historia de decisión reciente, predecía la actividad neural (decisión). El punto de comienzo de la acumulación de evidencia era de hecho cambiado hacia el anterior (sugiriendo un cambio de idea). En otro estudio se encontró que al cambiar la idea del participante por una decisión externa (13 ms), podría ser usado para influenciar los resultados de decisión libre.
Así mismo, se encontró que la historia de decisión puede ser usada sin más apoyo para predecir futuras decisiones. La capacidad de predicción del experimento Soon (2008), fueron exitosamente replicadas usando un modelo linear SVM basado solamente en la historia de decisión de los participantes (sin ninguna información de la actividad cerebral).
A pesar de esto, un estudio reciente ha buscado confirmar la aplicabilidad del modelo de decisión de percepción para decisiones de libre albedrío. Cuando se presenta un estímulo enmascarado por lo tanto invisible, se le pidió a los participantes que adivinaran entre una categoría o que hicieran una decisión libre de una categoría en particular. Usando fMRI en análisis de patrones multivariables pudo ser entrenado con información del libre albedrío para predecir exitosamente las decisiones adivinadas y entrenadas en las decisiones adivinadas para predecir las libres decisiones (en la región de precuño y cuño)
Predicciones de decisiones contemporáneas voluntarias han sido criticadas basadas en la posibilidad de que las firmas neuronales y las decisiones pre-conscientes puedan de hecho corresponder a bajo s procesamientos conscientes en vez de inconscientes. La gente puede estar consciente de su propia toma de decisiones antes de reportar ya que esperan varios segundos para estar seguros. Dichos modelos no explican lo que se deja inconsciente si todo puede ser consciente en diferentes niveles (y el propósito de definir sistemas separados). Sin embargo las limitaciones permanecen predecibles en libre albedrío. En particular, la predicción de juicios considerados por la actividad cerebral que incluye los procesos de iniciación minutos en vez de segundos antes de ser consciente de la voluntad de actuar, incluyendo el rechazo de un deseo conflictivo. Estos son generalmente producto de secuencias de evidencia de juicios acumulados

## Otros fenómenos relacionados

### Construcción retrospectiva
Ha sido sugerido el sentido de autoría es una ilusión. Causas inconscientes de pensamiento y acción pueden facilitar el pensamiento y acción, mientras que el agente experimenta los pensamientos y acciones como dependiente de un deseo consciente. Podemos asignar más agencia de la de la que es debido a una ventaja evolutiva que proviene de siempre sospechar que puede haber un agente haciendo algo (ej. depredador). Las ideas detrás e construcción retrospectiva es que, mientras parte del sentimiento de “sí, lo logre” del agente parece ocurrir durante la acción, también parece haber un procesamiento después de haber hecho el acto para establecer el sentimiento completo de agencia.
El procesamiento de agentes inconscientes puede alterar, en el momento, cómo percibimos el tiempo de las sensaciones y acciones.
Kühn y Brass aplican la construcción retrospectiva para explicar los dos picos de RT de “decisión exitosa”. Ellos sugieren que los juicios de la decisión tardía sí son deliberados, pero los impulsos de decisiones tempranas que deberían de ser llamados “fracaso de decidir” eran confundidos durante el procesamiento inconsciente del agente. Ellos dicen que la gente “insiste en creer que ellos tienen acceso a sus propios procesos cognitivos” cuando en realidad realizamos una gran cantidad de procesamientos automáticos inconscientes antes de que la percepción consciente ocurra.
Cabe notar que la crítica de las aseveraciones de Wegner sobre el significado de la ilusión de introspección para la noción del libre albedrío ha sido publicada.

### Elección de manipulación

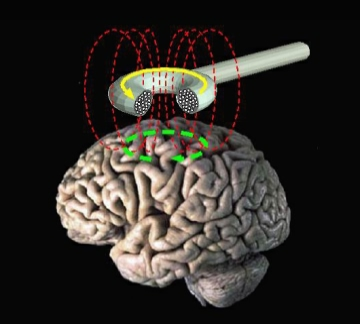
Estimulación magnética transcraneal usa el magnetismo para estimular o inhibir de manera segura partes del cerebro.

Algunos investigadores sugieren que TMS puede ser usada para manipular la percepción de la autoría de una decisión específica. Los experimentos mostraron que la neuroestimulación podría afectar la manera en que las personas mueven sus manos, aunque la experiencia del libre albedrío quedara intacta. Un estudio reciente de TMS reveló que la activación de un lado del neurocórtex podría ser usado para inclinar la selección de un lado opuesto de la mano en una tarea de decisión forzada. Ammon y Gandevia encontraron que era posible influenciar qué mano podía mover la gente al estimular las regiones frontales que están involucradas en el movimiento planeado usando la estimulación magnética transcraneal en el hemisferio izquierdo o derecho del cerebro.

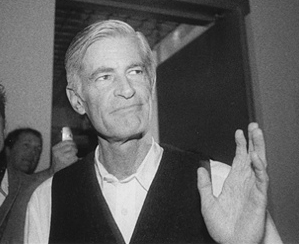
Científicos fueron capaces de cambiar qué mano los sujetos normalmente eligen mover, sin que los sujetos notaran su influencia.

Las personas diestras normalmente escogerían mover su mano derecha un 60 % del tiempo, pero cuando el hemisferio derecho fue estimulado ellos eligieron usar su mano izquierda un 80 % del tiempo (recordar que el hemisferio derecho del cerebro es responsable del lado izquierdo del cuerpo, y el hemisferio izquierdo del derecho). A pesar de la influencia externa en su toma de decisiones, los sujetos continuaron reportando que ellos creían que su decisión del uso de la mano fue hecha libremente. En un experimento consecutivo, Álvaro Pascual-Leone y sus colegas encontraron resultados similares, pero también notaron que la estimulación magnética transcranial debía ocurrir dentro de 200 ms, consistente con el curso del tiempo derivado de los experimentos de Libet.
Al final del año de 2005, un equipo de investigadores del Reino Unido y Estados Unidos publicaron un artículo demostrando resultados similares. Los investigadores concluyeron que las «respuestas motoras y la elección de mano podía modularse usando tDCS». Sin embargo, un intento diferente por Sohn et al. falló en la replicación de dichos resultados; más adelante, Jeffrey Gray escribió en su libro Consciousness: Creeping up on the Hard Problem que los exámenes que buscan la influencia de los campos electromagnéticos en la función del cerebro habían sido universalmente negativos en sus resultados

### Manipulación de la intención percibida del movimiento
Varios estudios han indicado que la intención percibida para moverse (o haberse movido) puede ser manipulada. Los estudios se enfocaron en el área motora presuplementaria (pre-SMA) en el cerebro, en el cual el Potencial de Preparación que el comienzo de la creación de un movimiento es reportado por EEG. En un estudio, la estimulación directa de la pre-SMA causó que los voluntarios reportaran el sentimiento de intención, y la estimulación suficiente de esa área causó movimiento físico. En un estudio similar, se encontró que las personas sin consciencia visual de su cuerpo pueden tener sus extremidades moviéndose sin tener consciencia de su movimiento, al estimular regiones premotoras del cerebro. Cuando sus córtices parietales fueron estimulados, ellos reportaron una urgencia (intención) para mover una extremidad específica (que ellos querían hacer). Adicionalmente, la estimulación más fuerte del córtex parietal resultó en la ilusión de tener movimiento sin tener que hacerlo.
Esto sugiere que la consciencia de una intención para moverse puede literalmente ser la «sensación» del cuerpo del movimiento temprano, pero certeramente no la causa. Otros estudios han sugerido que «la gran activación de SMA, SACC, y áreas parietales durante y después de la ejecución de acciones internamente generadas sugieren que una característica importante de las decisiones internas es el procesamiento neural específico que toma lugar durante y después de la acción correspondiente. Por lo tanto, la consciencia del tiempo de intención parece estar completamente establecida solamente después de la ejecución de la acción correspondiente, en acuerdo con el curso del tiempo en la actividad neural observada aquí».
Otro experimento involucrado en un tablero electrónico de ouija en donde los movimientos del equipo fueron manipulados por el experimentador, mientras el participante creyó que se estaba controlando solo. El experimentador paró el equipo en ocasiones y le preguntó al participante cuánto creía que quería parar. El participante también escuchó palabras en un audífono; y fue encontrado que el experimentador paró a lado de un objeto que apareció en los audífonos era más probable que dijera que se quiere parar ahí. Si el participante percibía el tener el pensamiento al mismo tiempo de la acción, entonces era asignado como intencional. Se concluyó que una ilusión fuerte de la percepción requería; prioridad (asumimos que el pensamiento debe preceder la acción), consistencia (el pensamiento de qué trata la acción), y exclusividad (no hay otra causa aparente o hipótesis alternativas).
Lau et al. pusieron un experimento en donde los sujetos observarían un reloj de estilo análogo, y un punto rojo se movería alrededor de la pantalla. Se le dijo a los sujetos que dieran un clic en un botón de un mouse cuando ellos lo sintieran apropiado. A un grupo se le dio un pulso de estimulación magnética transcraneal (TMS), y a otro grupo se le dio un engaño de TMS. Los sujetos en la condición intencional les dijeron que movieran el cursor a donde ellos se sintieran inclinados a presionar el botón. En la condición del movimiento, los sujetos movieron su cursor a donde quisieron y presionaron el botón. Los resultados mostraron que TMS fue capaz de modificar la intención percibida por 16 ms, y cambió de regreso a los 14 ms en la condición del movimiento. La intención percibida podría ser manipulada hasta 200 mss después de la ejecución de la acción espontánea, indicando que la percepción de la intención ocurrió después del movimiento ejecutivo motriz. Muy seguido se pensó que si el libre albedrío existiera, requeriría que la intención fuera una fuente casual de un comportamiento. Estos resultados mostraron que la intención puede no ser la fuente casual de todos los comportamientos.

### Modelos relacionados
La idea de que la intención de coproduce con el movimiento (en lugar de las causas) es una reminiscencia de «modelos directos de control del motor» (o FMMC, que se han utilizado para tratar de explicar el lenguaje interior). FMMCs describe circuitos paralelos: el movimiento se procesa en paralelo con otras predicciones de movimiento; si el movimiento coincide con la predicción - la sensación de la agencia se produce. FMMCs se ha aplicado en otros experimentos relacionados. Metcalfe y sus colegas utilizaron un FMMC para explicar cómo los voluntarios a determinar si están en control de una tarea de juego de ordenador. Por otro lado, reconocen otros factores también. Los autores atribuyen sentimientos de la agencia a conveniencia de los resultados (véase el auto servir sesgos) y el procesamiento de arriba hacia abajo (razonamiento e inferencias acerca de la situación).
En este caso, es por la aplicación del modelo hacia adelante que uno podría imaginar cómo otros procesos conciencia podrían ser el resultado de eferente, procesamiento predictivo. Si el ser consciente es la copia eferente de las acciones y los vetos que se lleva a cabo, entonces la conciencia es una especie de narrador de lo que ya está ocurriendo en el cuerpo, y un narrador incompleta en eso. Haggard, que resume los datos obtenidos de las grabaciones de las neuronas recientes, dice que «estos datos dan la impresión de que la intención consciente es sólo un corolario subjetiva de una acción está a punto de ocurrir». El procesamiento en paralelo ayuda a explicar cómo podríamos experimentar una especie de libre albedrío contra-causal, incluso si se determinara.
Cómo el cerebro construye la conciencia es todavía un misterio, y las grietas abiertas que tendría una incidencia significativa en la cuestión del libre albedrío. Se han propuesto numerosos modelos diferentes, por ejemplo, el modelo de múltiples borradores que argumenta que no hay teatro cartesiano central donde se representaría la experiencia consciente, sino más bien que la conciencia se encuentra en todo el cerebro. Este modelo explicaría el retraso entre la decisión y realización consciente, como experimentar todo como una «tira de película» continua viene detrás de la decisión consciente real. Por el contrario, existen modelos del materialismo cartesiano que han ganado reconocimiento por parte de la neurociencia, lo que implica que puede haber áreas especiales del cerebro que almacenan los contenidos de la conciencia; Esto no significa, sin embargo, descartó la posibilidad de una voluntad consciente. Otros modelos como epifenomenismo argumentan que la voluntad consciente es una ilusión, y que la conciencia es un subproducto de los estados físicos del mundo. El trabajo en este sector sigue siendo muy especulativo, y los investigadores a favor de un modelo único de la conciencia. (Ver también: Filosofía de la mente.)
Aunque los seres humanos a tomar decisiones con claridad, el papel de la conciencia (al menos, cuando se trata de movimientos motores) puede necesitar re-conceptualización. Solo una cosa es cierta: la correlación de una «intención de moverse» consciente con una «acción» posterior no garantiza la causalidad. Estudios recientes ponen en duda tal relación causal, y por lo tanto se requiere más datos empíricos.

### Trastornos cerebrales relacionados
Diversos trastornos cerebrales implican el papel de los procesos cerebrales inconscientes en tareas de toma de decisiones. Las alucinaciones auditivas producidas por la esquizofrenia parecen sugerir una divergencia de la voluntad y el comportamiento. El lado izquierdo del cerebro de personas cuyos hemisferios han sido desconectados se ha observado que inventar explicaciones para el movimiento del cuerpo iniciada por el hemisferio opuesto (a la derecha), tal vez basada en la suposición de que sus acciones son consciente de voluntad. Del mismo modo, las personas con 'síndrome de la mano extraña' son conocidos para llevar a cabo los movimientos motores complejos en contra de su voluntad.

### Modelos neurales de acción voluntaria
Un modelo neuronal para la acción voluntaria propuesto por Haggard comprende dos circuitos principales. Las primeras señales preparatorias implican (ganglios basales de la sustancia negra y el cuerpo estriado), la intención previa y la deliberación (corteza prefrontal), preparación de motor / potencial de preparación (PreSMA y SMA), y la ejecución del motor (corteza motora primaria, la médula espinal y los músculos). El segundo implica el circuito parietal-pre-motor para las acciones de guiado a objetos, por ejemplo de agarre (corteza premotora, la corteza motora primaria, la corteza somatosensorial primaria, la corteza parietal, y de nuevo a la corteza premotora). Propuso que la acción voluntaria implica la entrada de entorno externo («cuando la decisión»), motivaciones / razones de las acciones (a principios de' si la decisión '), la tarea y la selección de acciones («lo que la decisión»), un cheque predictivo final (finales 'si la decisión' ) y la ejecución de la acción.
Otro modelo neuronal para la acción voluntaria también implica qué, cuándo, y si (WWW) decisiones basa. El componente de «qué» de las decisiones se considera una función de la corteza cingulada anterior, que está implicado en el control de conflictos.
El momento («cuándo») de las decisiones se consideran en función de la pre SMA y SMA, que está implicado en la preparación del motor.
Por último, el «si» componente se considera una función de la dorsal medial prefrontal cortex.

### Prospección
Martin Seligman y otros critican el enfoque clásico de la ciencia que considera a animales y seres humanos como «impulsado por el pasado», y sugieren en cambio que las personas y los animales se basen en la experiencia para evaluar las perspectivas que se enfrentan, y actuar en consecuencia. Se afirma que esta acción intencional incluye la evaluación de posibilidades que nunca han ocurrido antes, y es verificable experimentalmente.
Seligman y otros argumentan que el libre albedrío y el papel de la subjetividad en la conciencia pueden entenderse mejor mediante la adopción de una postura tan «prospectiva» en la cognición, y que «la acumulación de pruebas en una amplia gama de investigaciones sugieren [esto] un cambio de marco».